# Vástago
Se denomina vástago al brote que surge en el pie de un tocón de determinadas especies de árboles cortados recientemente.

## Técnica de producción de vástagos
El favorecer la aparición de vástagos en determinadas especies de árboles, es un método tradicional de administración sostenible del bosque, por el que a los árboles jóvenes se les corta el tronco a un nivel bajo, o a veces a ras del suelo. 
En los años siguientes de crecimiento, emergerán muchos nuevos vástagos, y después de que hayan pasado unos años el ciclo comienza otra vez y se vuelven a cortar los troncos gruesos de los vástagos para que emerjan de los pies otros nuevos hasta que estén listos ser cosechados otra vez. 
Un arbolado del sotobosque se cosecha típicamente en secciones, en una rotación. En esta manera cada año una cosecha está disponible. Esto tiene el efecto secundario de proporcionar una variedad rica de hábitat, pues el arbolado tiene siempre una gama de diversos pies envejecidos que crecen en él. Esto es beneficioso para biodiversidad del bosque.

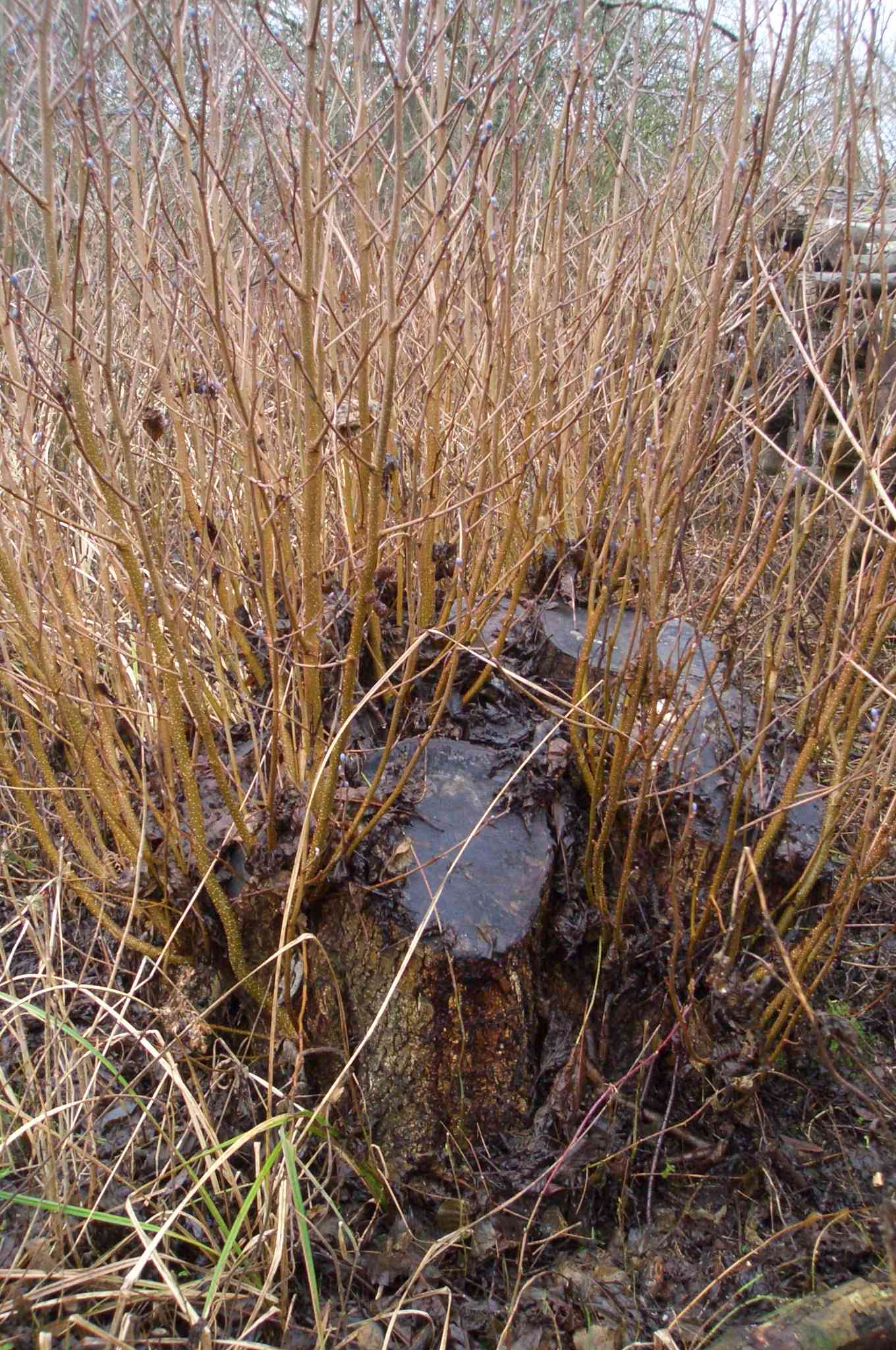
El mismo pie de aliso después de un año con los rebrotes.

La longitud del ciclo depende del corte de la especie, de las costumbres locales, y del uso a que se destina el producto. El abedul, los sauces y los chopos pueden ser cosechado en 3 o 4 años para hacer trabajos de utensilios de madera, mientras que el roble puede ser cosechado en un ciclo de 20 o 30 años (hasta 50 en el norte de Europa) para postes o leña.

## Prácticas actuales

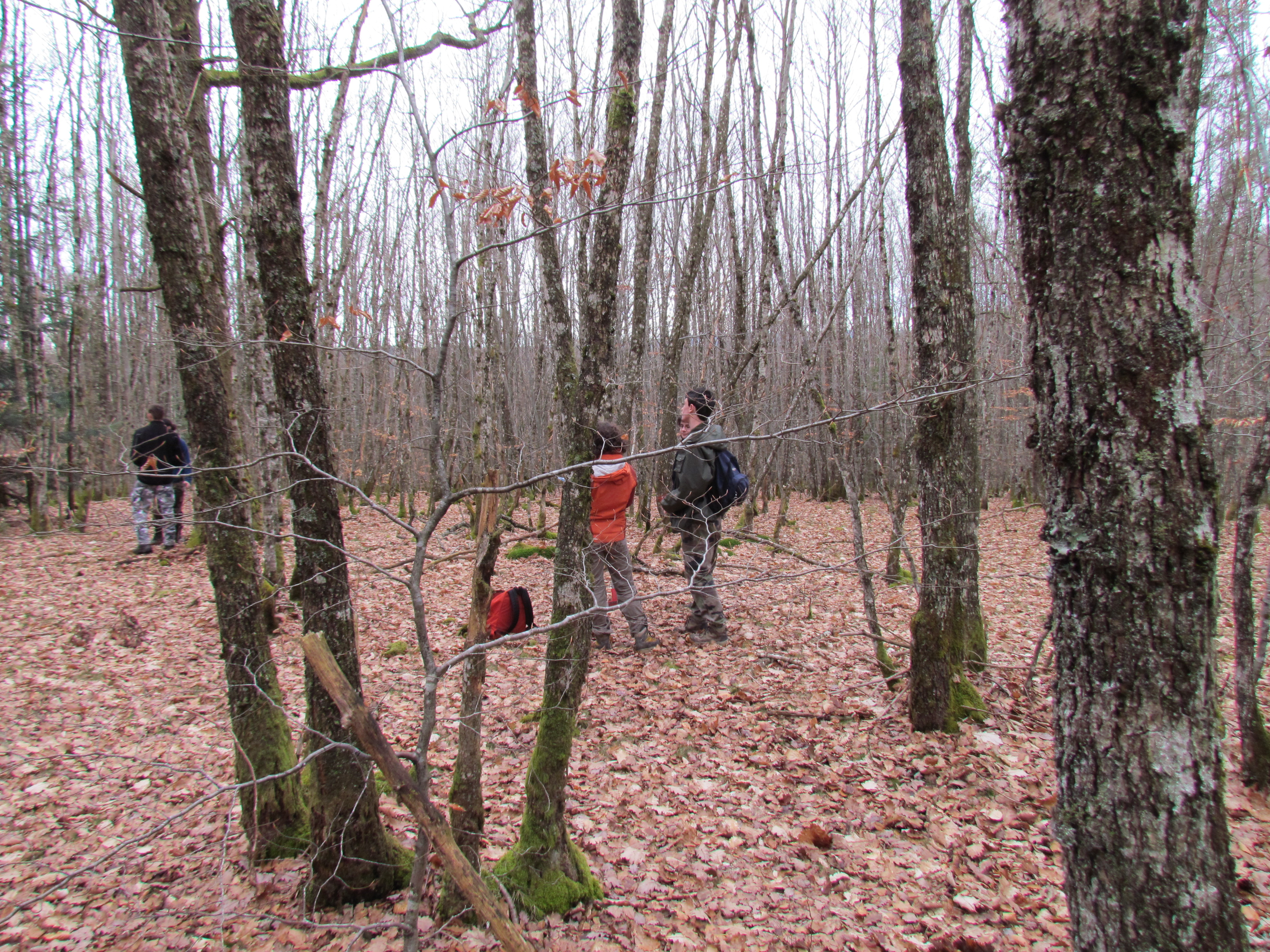
Antiguo y sencillo matorral de robles albares cerca de Ussel (Corrèze).

En Europa los vástagos de maderas duras fueron utilizados extensivamente para la producción de leña, en la construcción naval, o en la fabricación de carretas. Estos cultivos tradicionales todavía se dan, aunque en cantidades más pequeñas.
En el sur de Europa (Portugal, España, Italia y Grecia), muchos bosques de frondosas (Quercus, Salix, Populus, Acer, Fraxinus, Castanea, Carpinus, Ostrya, Alnus) están formados por vástagos, producto de explotaciones silviculturales. Este tipo de bosque recibe el nombre de monte bajo (aunque también otras formaciones vegetales reciben el nombre de monte bajo).  
El cultivo comercial de bosques de frondosas por vástagos es muy común. Una de las finalidades más importantes es la obtención de pasta de papel, sirviendo también para la producción de leña y mangos, en la industria del mueble, y para la fabricación de estructuras, cerramientos y parqué para viviendas. 

### Prácticas actuales en la península ibérica
En la península ibérica la producción de vástagos es de gran importancia en el cultivo comercial del eucalipto, a su vez de gran importancia para la industria papelera, ya que solamente la primera tala corresponde a especímenes plantados. El resto de talas, hasta el agotamiento del tocón original (unos dos ciclos), corresponde a vástagos.

### Prácticas actuales en Gran Bretaña
En Gran Bretaña meridional, el sotobosque estaba tradicionalmente formado por los vástagos de avellano que crecía entre los robles, que eran los árboles más grandes. Estos vástagos proporcionaban madera abundante para muchos propósitos, especialmente carbón de leña, el cual antes de la disponibilidad del carbón mineral era el que se utilizaba en la fundición de los metales. 
En los días de la producción de hierro con carbón de leña en Inglaterra, la mayoría de los árboles en las regiones con ferrerías fueron administrados como sotos, siendo generalmente cortados en un ciclo de unos 16 años. De esta manera, se pudo obtener combustible para esa industria de forma indefinida. Esto fue regulado por un estatuto de Enrique VIII, que requirió que los bosques se dejaran descansar durante un periodo después del corte y de dejar 12 pies de árboles separados entre sí en cada acre de terreno para dejarlos desarrollarse como postes para madera. 
Todavía funciona actualmente en pequeña escala la extracción de maderas de vástagos del sotobosque, a menudo auspiciadas por las asociaciones conservacionistas, produciendo el material para la agricultura de cañizos, para el entramado tradicional de las cubiertas de las casas cubriendo con paja los mástiles, para producir carbón de leña para calentar de modo tradicional los locales u otros menesteres. 
En Gran Bretaña la única cosecha comercial de cierto volumen del sotobosque es la de vástagos de castaña dulce la cual se cultiva en partes del Este de Sussex y en Kent para extraer tablones con los que fabricar las tradicionales vallas de madera en las que se unen los tablones con alambres.

## Galería de imágenes

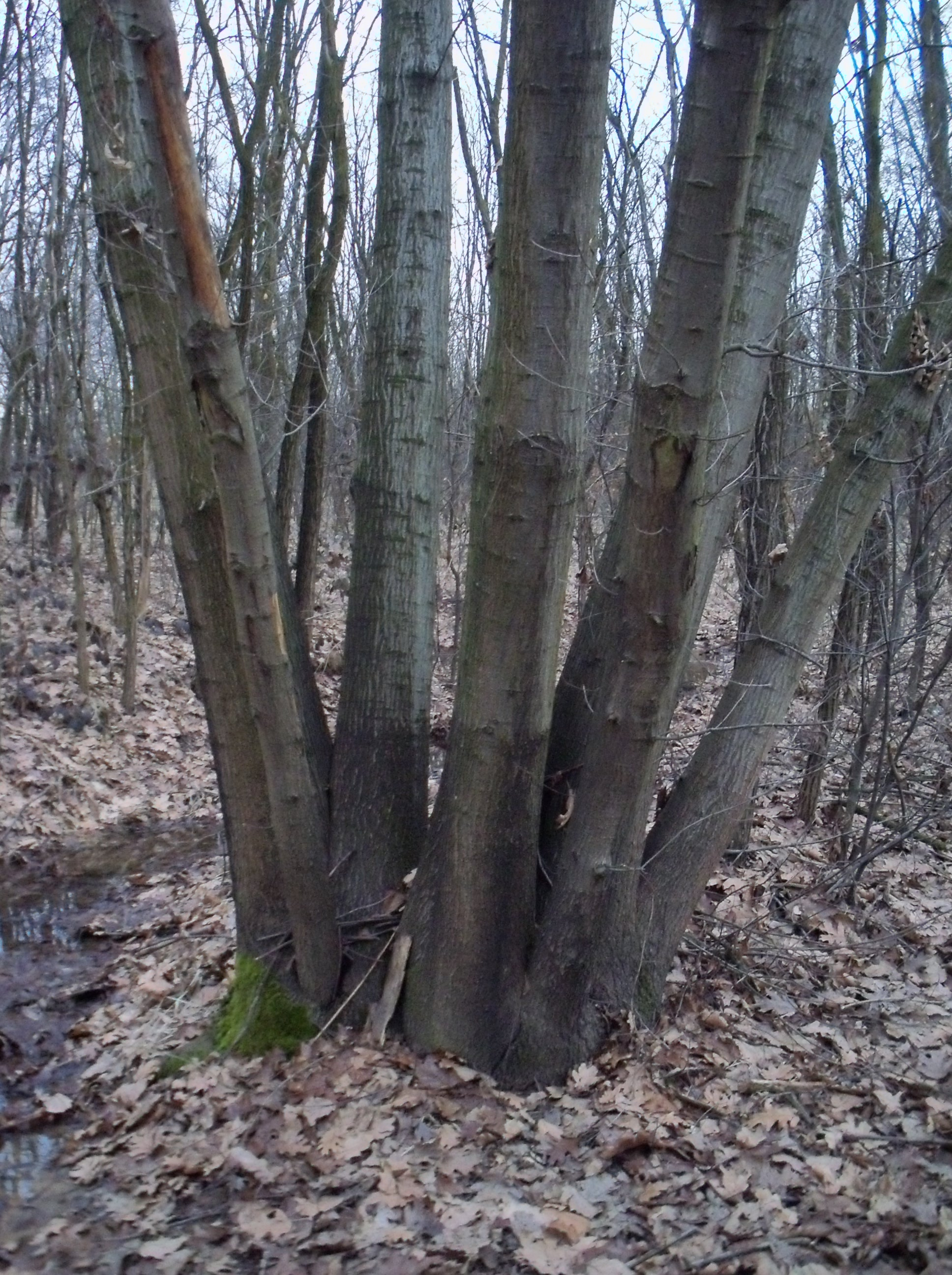
Vástagos adultos de Quercus rubra en la llanura padana en el norte de Italia
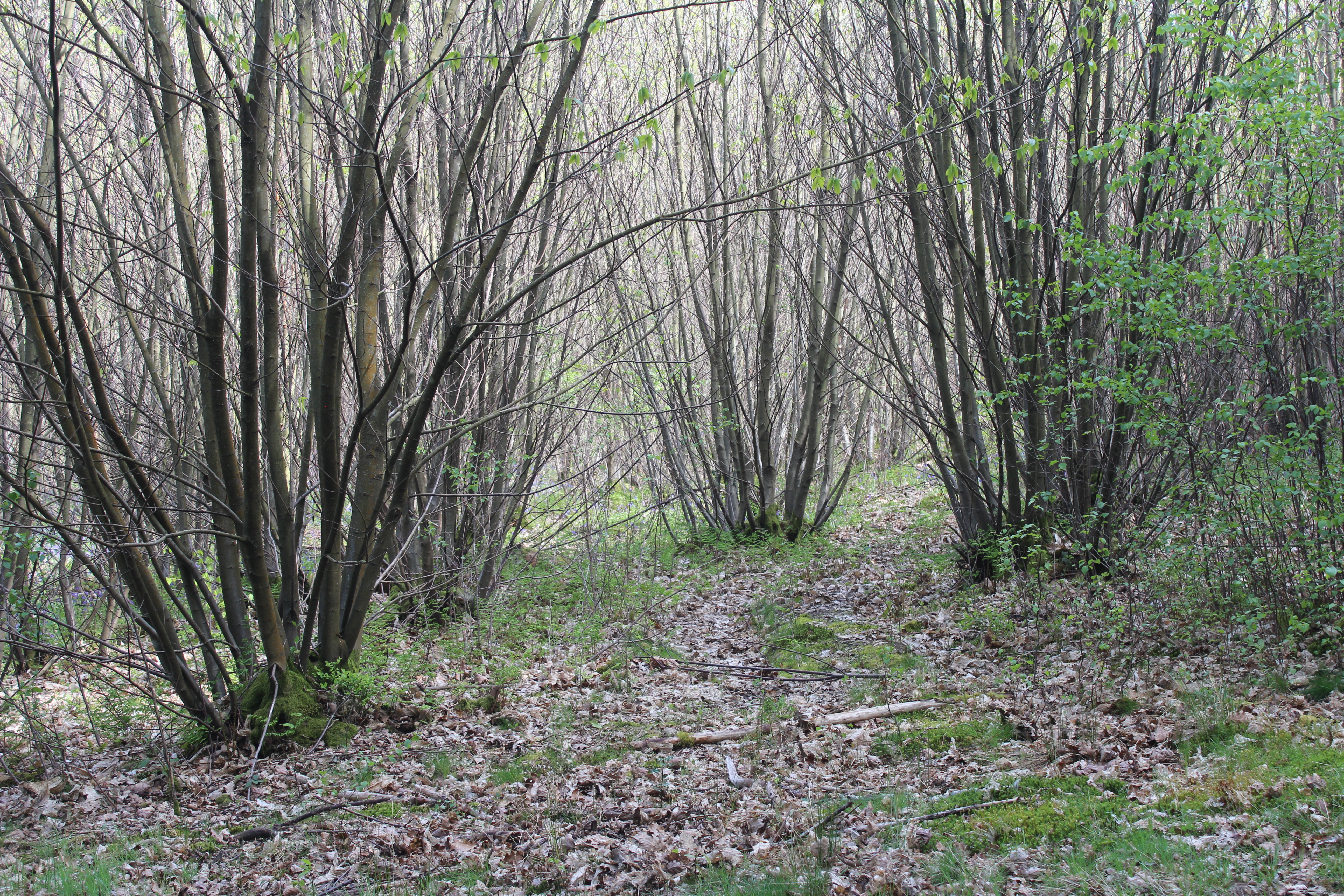
Plantación de vástagos en Hindhead, Surrey, Reino Unido.
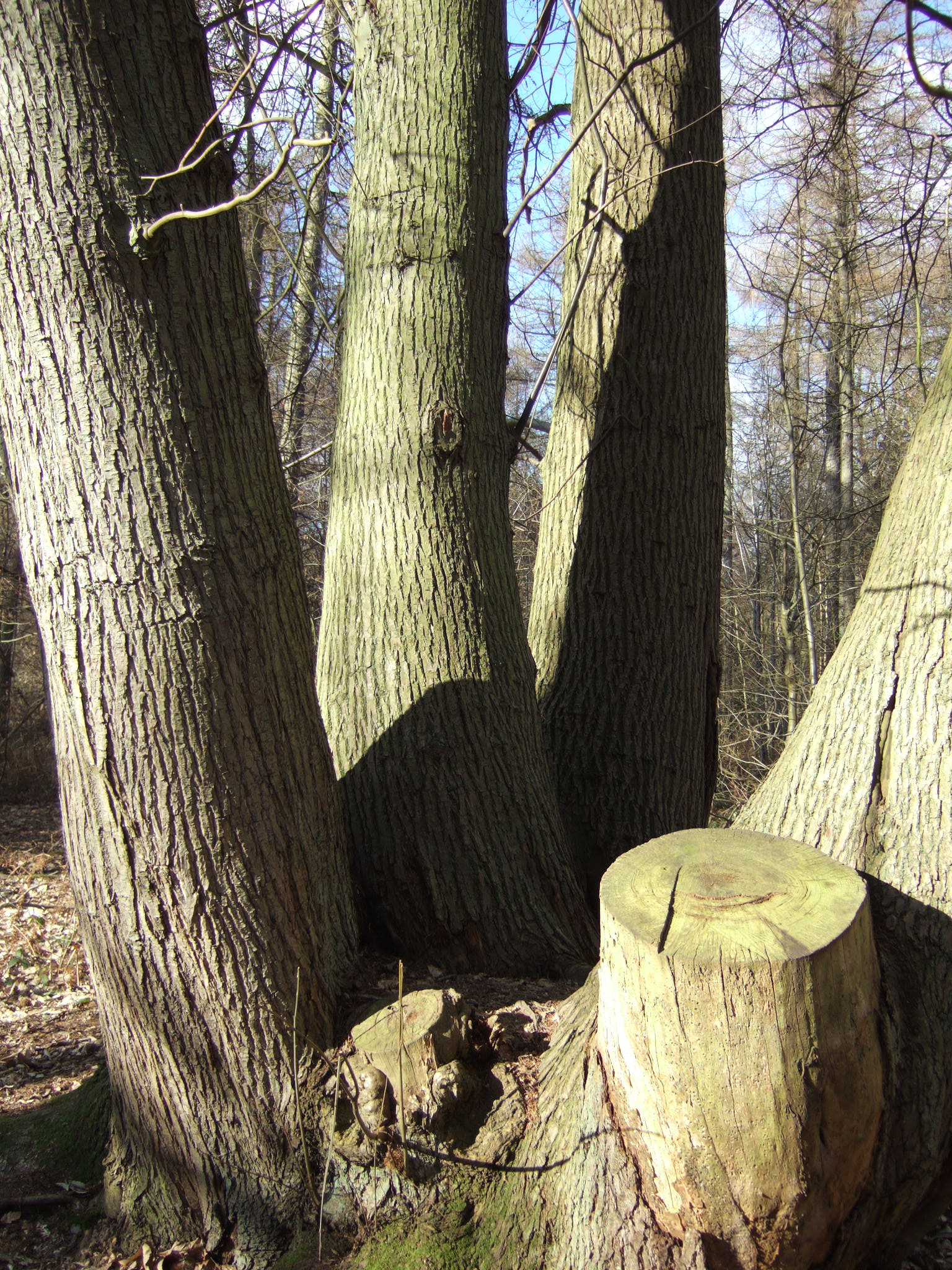
Vástagos adultos de un castaño, Banstead Woods, Surrey, Reino Unido.